# Sandgrubenteich
Koordinaten: 50° 27′ 9″ N, 11° 56′ 12″ O

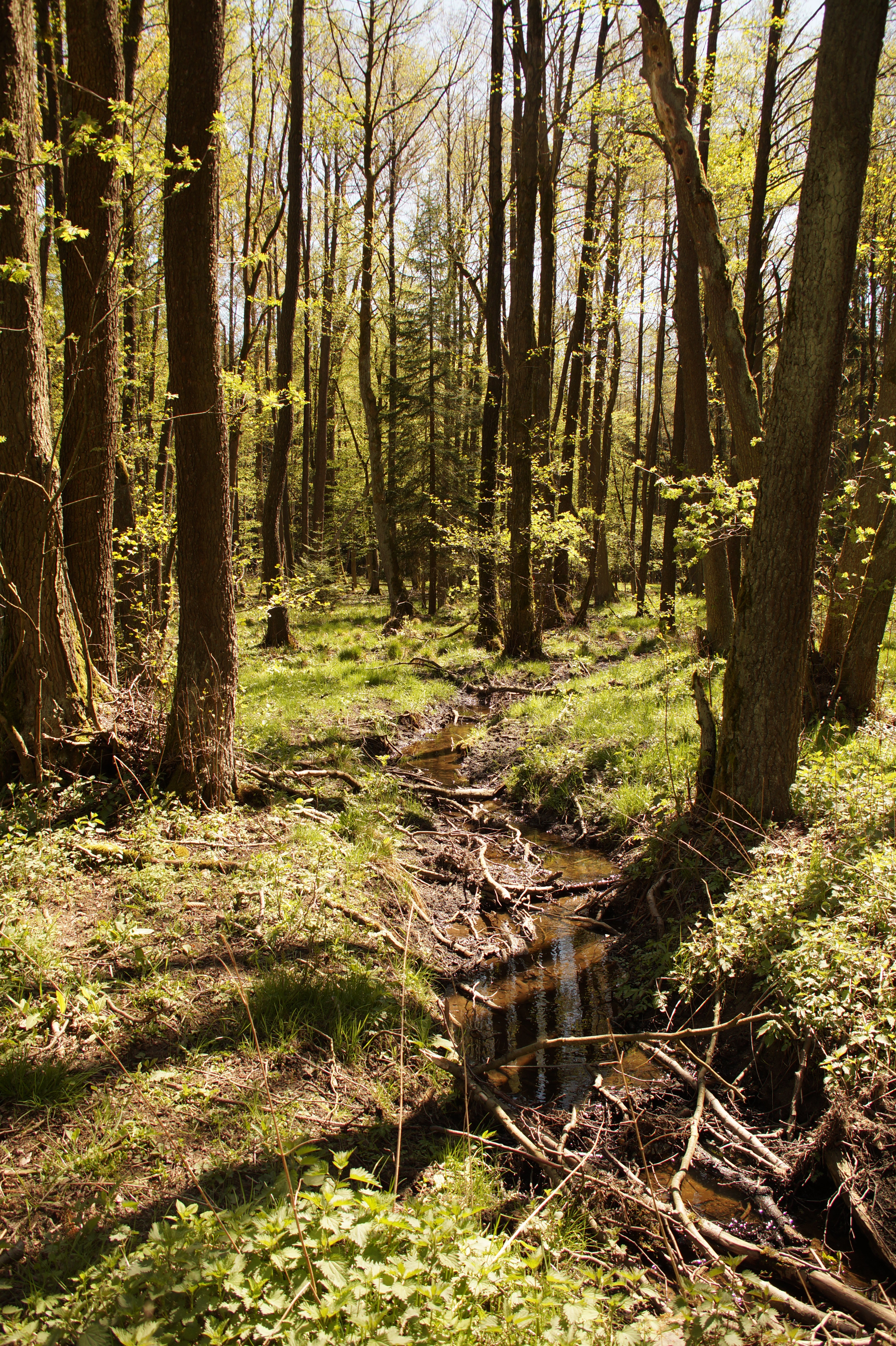
Naturschutzgebiet Sandgrubenteich (Mai 2020)

Das Naturschutzgebiet Sandgrubenteich liegt im Vogtlandkreis in Sachsen. Es erstreckt sich nordöstlich von Mißlareuth, einem Ortsteil der Gemeinde Weischlitz. Nordwestlich des Gebietes verläuft die S 287 und nördlich und nordöstlich die Landesgrenze zu Thüringen. Durch das Gebiet hindurch fließt der Schwarzbach, ein rechter Zufluss der Wisenta.

## Bedeutung
Das 48,7 ha große Gebiet mit der NSG-Nr. C 75 wurde im Jahr 1994 unter Naturschutz gestellt.